# Навроцкий, Сигизмунд Францевич
Сигизмунд Францевич Навроцкий (4 апреля 1903, Варшава — 15 сентября 1976, Киев) — советский украинский кинорежиссёр и сценарист. Член Союза кинематографистов Украинской ССР.

## Биография
В 1925 году окончил могилёвские курсы руководителей самодеятельности, в 1932 — юридический факультет Белорусского университета, в 1934 — режиссёрский факультет ВГИКа.
Некоторое время работал прокурором в Минске. В 1934—1941 работал ассистентом режиссëра, режиссëром игрового и научно-популярного кино на киностудии «Ленфильм», «Белгоскино», затем в 1941—1943 — на Центральной Объединённой киностудии художественных фильмов — ЦОКС в Алма-Ате. С 1944 — режиссëр Киевской киностудии.
Умер в Киеве.

## Награды
- медаль «За трудовую доблесть» (24.11.1960)

## Фильмография

### Режиссёрские работы
- 1937 — «Днепр в огне»
- 1941 — «Семья Януш»
- 1945 — «Зигмунд Колосовский» (совместно с Б. М. Дмоховским)
- 1954 — ««Богатырь» идёт в Марто» (совместно с Е. В. Брюнчугиным)
- 1957 — «Крутые ступени»
- 1960 — «Люди моей долины»

### Сценарист
- 1939 — «Огненные годы»
- 1943 — «Белорусские новеллы»

### Прочее
- 1939 — «Огненные годы» (второй режиссёр)